# 電話 (電波型式)
電話（でんわ）は電波型式のひとつで、電波を音声・音楽のような音響信号で変調したものである。
電話用の送信機に、モデムで音響信号に変換したデジタルデータやファクシミリ信号などを入力した場合は、電波法上はそれぞれの電波型式とみなされる。

## ナローバンド
ナローバンドは、0.3～3.1または3.4kHzの音響信号を伝送できるものである。会話のための音声伝送として、移動体通信・電話網の多重伝送・業務無線などに用いられている。無線局の増加・多チャネル化対応のため、周波数帯域幅の縮小・デジタル変調化が行われてきている。

### 振幅変調
振幅変調(AM)は、占有周波数帯域が狭いため、低い周波数で用いられている。
航空無線機においては、欧州を中心に25kHzから8.33kHz（25kHzを3等分）への狭帯域化が進められている。
| 日本語           | 英語                 | 周波数帯 | 用途                           | 特徴                                                     |
| ---------------- | -------------------- | -------- | ------------------------------ | -------------------------------------------------------- |
| 単側波帯         | SSB: Single Sideband | MW SW    | 船舶・航空機向けの洋上通信     | 最も狭帯域                                               |
| 両側波帯         | DSB: Double Sideband | VHF      | 民間航空機                     | 複数の無線局が存在する場合に、緊急時の割り込み通信が可能 |
| 両側波帯         | DSB: Double Sideband | UHF      | 軍用機                         | 複数の無線局が存在する場合に、緊急時の割り込み通信が可能 |
| 実数零点単側波帯 | RZ SSB: Real Zero -  | VHF UHF  | 放送事業用連絡無線の標準の一つ | 狭帯域でデジタル変調と比較して遅延時間が少ない           |

### 周波数変調
周波数変調(FM)は、超短波・極超短波において、アマチュア無線、業務無線、コードレス電話などに用いられている。
狭帯域化をナロー化ということがある。移行期間において、ナロー化システムとワイドシステムの共存をはかるために、送信のみナローで受信はワイドと言う無線機で運用されることがあり、擬似ナローと呼ばれる。なお、かつて存在したアナログ携帯電話（大容量方式）のチャネルステップは6.25kHzであったが、これは12.5kHz仕様のままでチャネルステップのみとしたものであり、この場合はナローとは呼ばずインターリーブと呼ぶ。
日本におけるチャネル間隔縮小の歴史
- 60MHz帯 : 1967年に30→15kHz
- 150MHz帯 : 1967年に40→20kHz
- 400MHz帯 : 1969年に50→25kHz、1982年に25→12.5kHz
- 800MHz帯 : 1987年に25→12.5kHz　(6.25kHzインターリーブ)

### デジタル変調
デジタル変調は、超短波・極超短波において、携帯電話・PHS・衛星電話などの移動体通信や業務無線に用いられている。秘話性の向上やデータ通信の高速化を可能にする効果がある。2002年頃から、12.5kHzの次のナロー化である6.25kHzがデジタル方式（ARIB STD-T61）により進められている。
| 搬送波間隔(kHz) | ロールオフ率 | 変調方式 | チャネル当たり伝送速度(kb/s) | 多重数 | 通信方式 | 用途                               |
| --------------- | ------------ | -------- | ---------------------------- | ------ | -------- | ---------------------------------- |
| 6.25            | 0.2          | π/4 QPSK | 9.6                          | 1      | 半複信   | 業務無線                           |
| 6.25            | 0.2          | M16 QAM  | 8                            | 1×2    | TDD      |                                    |
| 15              | 0.2          | M16 QAM  | 7.5                          | 6      | TDMA-TDD | 市町村防災行政無線（同報・固定系） |
| 25              | 0.5          | π/4 QPSK | 8                            | 4      | TDMA     | 第三者無線(800MHz)                 |
| 25              | 0.5          | M16 QAM  | 8                            | 6      | TDMA     | 第三者無線(1.5GHz)                 |

## ワイドバンド
ワイドバンドは、音楽放送など広帯域の音響信号を伝送できるものである。
AMラジオ放送では0.3～7kHz、FMラジオ放送では0.05～15kHzの帯域が伝送可能である。デジタル放送では、さらに広帯域のものも存在する。
狭帯域専用の受信機で広帯域AMの低域部分の受信可能であるが、狭帯域FM専用の受信機で広帯域FMを受信すると音声のひずみが大きく実用にならない。これは、広帯域FMの場合、周波数偏移も非常に大きいのが普通であるため、IFフィルタやディスクリミネータが周波数軸上で飽和するためである。仮に、最大周波数偏移を狭帯域FMと同等とすれば、問題なく受信可能である。
日本では、FM補完中継局に対応するものを、ワイドFM受信機という場合があるが、この「ワイド」は従来の狭い範囲（超短波放送、76MHzから90MHzまで）に対する拡張という意味があり、本節のワイドバンドとは全く異なる。